# 范登堡村 (加利福尼亞州)
范登堡村（英語：Vandenberg Village）是位於美國加利福尼亞州聖巴巴拉縣的一個人口普查指定地區。

## 地理
范登堡村的座標為34°42′23″N 119°27′56″W / 34.70639°N 119.46556°W，而該地最高點為海拔高度114米（即374英尺）。

## 人口
根據2010年美國人口普查的數據，范登堡村的面積為13.590平方千米，當中陸地面積為13.588平方千米，而水域面積為0.002平方千米。當地共有人口6497人，而人口密度為每平方千米478人。